# Astudillo

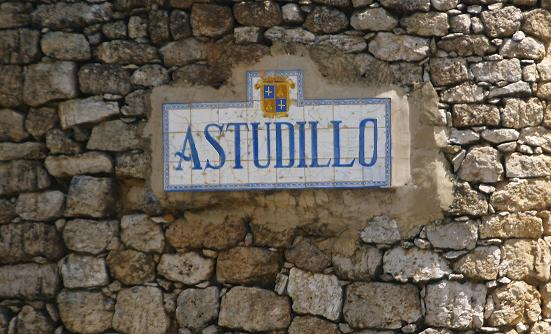

Astudillo is een gemeente in de Spaanse provincie Palencia in de regio Castilië en León met een oppervlakte van 122,95 km². Astudillo telt 1.004 inwoners (1 januari 2016).